# Neelus piloli
Neelus piloli är en urinsektsart som beskrevs av Christiansen och Bellinger 1992. Neelus piloli ingår i släktet Neelus och familjen dvärghoppstjärtar. Inga underarter finns listade i Catalogue of Life.